# Akko brevis
Akko brevis е вид лъчеперка от семейство Попчеви (Gobiidae).

## Разпространение
Видът е разпространен в Гватемала, Колумбия, Коста Рика, Никарагуа, Панама, Салвадор и Хондурас.